# Radio Tuvalu
A Radio Tuvalu Tuvalun működő állami rádió a 100.1FM frekvencián. Székhelye Vaiakuban található. A zene mellett híreket, időjárást, közéleti eseményeket is hallhatnak a hallgatók, ezeket angolul olvassák be.
2011-ben a japán kormány pénzügyi segítségével jött létre egy új stúdió, ahonnan AM frekvencián sugároznak. A fejlettebb felszerelés segítségével a Radio Tuvalu már Tuvalunak mind a kilenc szigetén hallható. Az új, Funafutin lévő AM rádióadó felváltotta a külső szigeteknek nyújtott FM rádiószolgáltatását, és szatelit-sávszélességet szabadított fel a mobilszolgáltatások számára.
Az adó naponta háromszor sugároz tuvalui programot, reggel 6:30–8:00 között, délben és délután 11:25–13:00 között, este pedig 6:25–10:00 között. Mikor a Radio Tuvalu sugárzása szünetel, a BBC programja hallható.
A választások idején külön programmal jelentkezik, így tett például a 2015-ös tuvalui választások idején is.

## Fordítás
- Ez a szócikk részben vagy egészben  a   Tuvalu Media Corporation című angol Wikipédia-szócikk ezen változatának fordításán alapul.  Az eredeti cikk szerkesztőit annak laptörténete sorolja fel. Ez a jelzés csupán a megfogalmazás eredetét és a szerzői jogokat jelzi, nem szolgál a cikkben szereplő információk forrásmegjelöléseként.